# Винищувач драконів
«Винищувач драконів» (англ. Dragon Fighter) — оригінальний фільм телеканалу Syfy Universal. Виробництво студії UFO спільно з Dragon Productions. Жанр — науково-фантастичний трилер з елементами фільму жаху. Режисер і автор сценарію — Філіп Дж. Рот. Прем'єра фільму відбулася 4 січня 2003 року.
Теглайн: «Може бути тільки один домінуючий вид».

## Сюжет
Південна Англія, 1109 рік. Загін лицарів переслідує вогнедишного дракона, який щойно спалив дотла невелике містечко та знищив усіх його жителів. У гірській ущелині мисливці виявляють печеру, де ховається дракон, починається битва, в ході якої всі мисливці за винятком одного гинуть. Сам дракон у результаті вибуху бочки з порохом виявляється замурованим у своєму лігві.
США, Північна Каліфорнія, наші дні. Біолог доктор Ян Дракович, керівник надсекретної наукової лабораторії, де проводяться експерименти з клонування тварин, у супроводі нового начальника охорони (за сумісництвом — пілота вертольота), капітана Девіда Карвера, повертається з ділової поїздки. Зібравши своїх співробітників, він оголошує, що привіз зразок ДНК невідомої науці динозавроподібної істоти, рештки якої було знайдено в Ессексі під час будівельних робіт. Карвер першим висловлює припущення про те, що рештки належать драконові, але решта команди засміяли його.
Команда доктора Драковича розпочинає клонування. Спочатку все йде нормально, але за кілька годин, коли інкубація завершується, народжена істота вбиває двох співробітників лабораторії і починає трощити все підряд (включно з пультами керування та засобами зв'язку), поки не проривається до системи тунелів, розташованих навколо лабораторії. Карвер разом з Грегом Тревісом, фахівцем-етологом, вирушають на пошуки втікача-«звірятка», але коли вони його знаходять, то виявляється, що це — справжнісінький вогнедишний дракон. Він убиває Грега, а Карверу ледь вдається врятуватися. Тепер усім людям у лабораторії загрожує смертельна небезпека — вони цілком відрізані від зовнішнього світу, а навколо лабораторії нишпорить ненаситне чудовисько.
Проблема посилюється тим, що Дракович, прагнучи будь-що зберегти своє створіння, готовий заради цього пожертвувати ким завгодно. Він навіть відмовляється впустити Карвера, за яким женеться дракон, поки колишній начальник охорони Сергій Петров, загрожуючи йому пістолетом, не примушує його набрати секретний код, що відкриває двері.
Трохи згодом Сергій теж гине, намагаючись відремонтувати систему енергопостачання ліфта, виведену драконом з ладу, потім гинуть ще троє членів команди Драковіча — програміст Кевін Кориш, біолог Бейлі Кент і кухар Кукі. Карверу, Драковічу та докторові Мередіт Вінтер вдається вибратися на поверхню і сісти у вертоліт Карвера за лічені хвилини до вибуху ядерного реактора.

## Ролі
| Актор            | Роль                  |
| ---------------- | --------------------- |
| Дін Кейн         | капітан Девід Карвер  |
| Роберт Захар     | доктор Ян Дракович    |
| Крістін Байєрс   | доктор Мередіт Вінтер |
| Марк Аврелій     | доктор Грег Тревіс    |
| Роберт ДіТілліо  | Кевін Коріш           |
| Весела Дімітрова | Бейлі Кент            |
| Хрісто Шопов     | капітан Сергій Петров |
| Чак Екерт        | Кукі                  |

## Виробництво
У фільмі використані прийоми «псевдодокументальної» зйомки. При першій появі чергового персонажа наводяться дані з його «особистої справи»: повне ім'я, місце і рік народження, колір очей. Ряд сцен знято за допомогою камер спостереження, встановлених в приміщенні; в результаті на екрані одночасно показуються кадри, що зображують трьох або чотирьох дійових осіб у різних ракурсах.
Візуальні ефекти були зроблені наполовину в Болгарії, а половина — в Каліфорнії.

## Сприйняття
Оцінка на IMDb — 3,4/10.